# Acalypha salicifolia
Acalypha salicifolia é uma espécie de flor do gênero Acalypha, pertencente à família Euphorbiaceae.